# Gnophos quadripustulata
Gnophos quadripustulata är en fjärilsart som beskrevs av Donovan 1808. Gnophos quadripustulata ingår i släktet Gnophos och familjen mätare. Inga underarter finns listade i Catalogue of Life.